# Templo de Apolo (Melite)
35°53′7.2″N 14°24′12″E / 35.885333, 14.40333

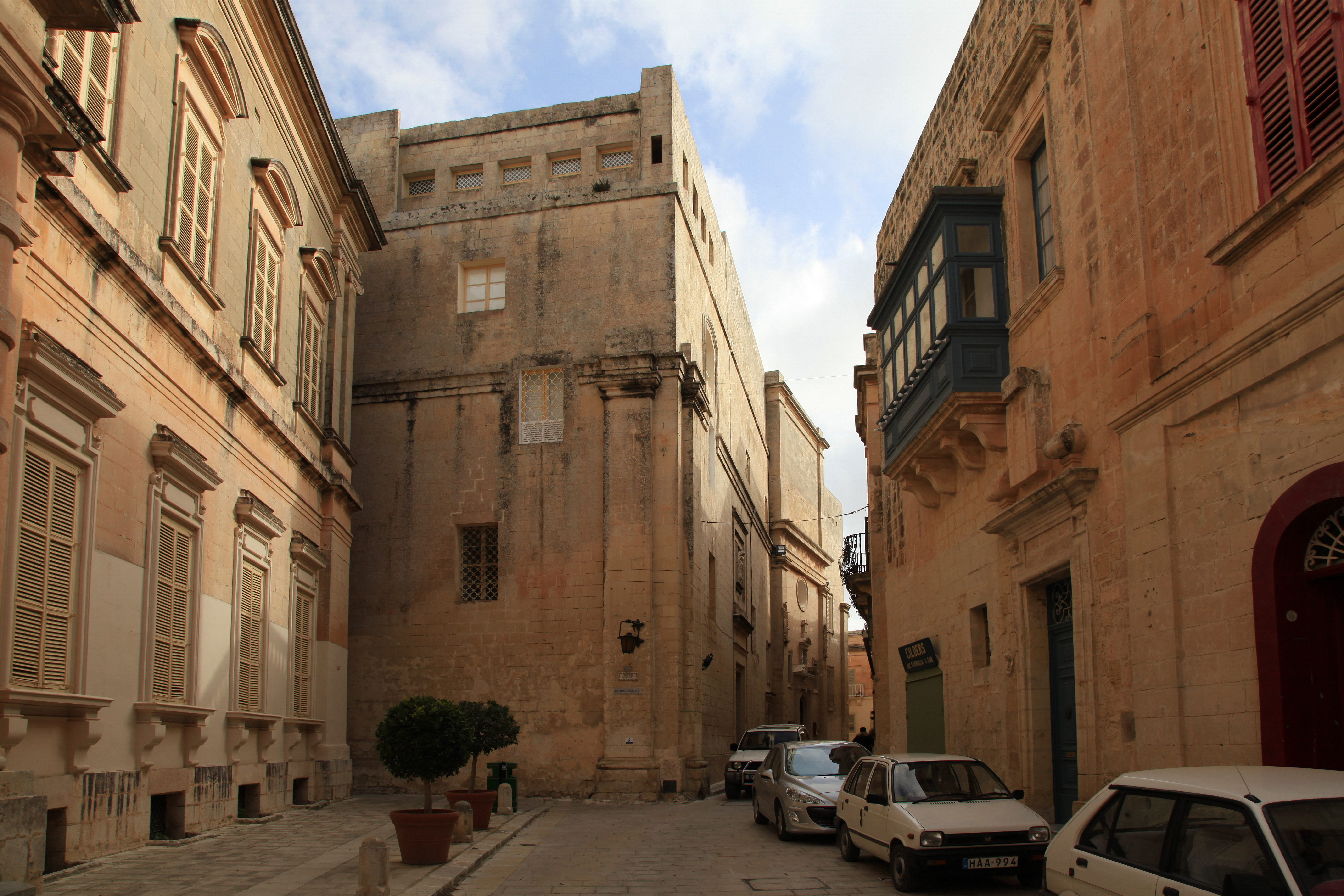
Algunos restos del templo aún sobreviven bajo la calle Villegaignon

El Templo de Apolo (en maltés: Tempju t'Apollo) era un templo romano en la ciudad de Melite, en la actual Mdina, Malta. Estaba dedicado a Apolo, el dios del sol y de la música. El templo se construyó en el siglo II d. C. y daba a un teatro semicircular. Las ruinas del templo se descubrieron en el XVIII, y muchos fragmentos arquitectónicos se dispersaron entre colecciones privadas o se transformaron en nuevas esculturas. Todavía se conservan partes del crepidoma del templo, redescubierto en 2002.

## Historia y arquitectura
El Templo de Apolo podría haber sido construido en el lugar de una estructura sagrada púnica anterior. Se cree que fue construido en el siglo II d. C., y en 1747 se descubrió una inscripción que registraba a un benefactor privado pagando la construcción de partes del templo.
El templo estaba construido en mármol y tenía un pórtico tetrástilo con columnas jónicas, elevado sobre un podio. La arquitectura del templo estaba influenciada por el estilo cartaginés, ya que también se asemejaba al estilo popular en el norte de África romano.
Si todavía estaba en uso en el siglo IV, el templo habría sido cerrado durante la persecución de los paganos en el Imperio romano tardío, cuando los emperadores cristianos promulgaron edictos que prohibían todos los cultos y santuarios no cristianos.
Algunos restos del templo fueron descubiertos en 1710, y los bloques de mármol del templo fueron tomados y esculpidos en altares y elementos decorativos para varias casas e iglesias, incluyendo la Catedral de San Pablo en Mdina, la Gruta de San Pablo en Rabat y la Iglesia Franciscana de Santa María de Jesús y la Iglesia de las Almas Santas en La Valeta.
En 1747 se descubrieron más ruinas del templo y del teatro cercano cerca del Monasterio de San Pedro en Mdina. Estos restos incluían pilares, capiteles, cornisas y bloques de mármol, así como una inscripción que registraba la construcción del templo. Otra inscripción que registraba la construcción de un templo fue encontrada cerca del mismo monasterio en 1868, y aunque el nombre de la deidad a la que estaba dedicado este templo se ha perdido, es posible que tuviera su origen en el templo de Apolo.
En A hand book, or guide, for strangers visiting Malta, escrito por Thomas MacGill en 1839, se menciona que «ni un vestigio [del templo] es ahora visible». El arqueólogo Antonio Annetto Caruana,  en 1882, dejó constancia de que algunos de los restos descubiertos en 1710 y 1747 se encontraban en colecciones privadas, entre ellas la del Sr. Sant Fournier.
En marzo de 2002, se descubrió un muro que formaba parte del crepidoma del templo durante una obra pública en la calle Villegaignon, y posteriormente fue excavado por la Archaeology Services Cooperative.